# Primera División de la Unión Soviética 1990
La temporada 1990 de la Vysshaya Liga fue la 53.ª de la Primera División de la Unión Soviética. El Spartak Moscú eran los defensores de su 12º título de Liga conseguido la temporada anterior. En la competición participaron catorce equipos, pero al inicio de la temporada se retiraron los dos clubes georgianos y el Zalgiris. La Liga la conformaron diez equipos que participaron en la edición de 1989 y el CSKA que subió de la Primera Liga Soviética. Los países Bálticos y Georgia decidieron no participar en la competición.
La liga comenzó el 1 de marzo con la celebración del partido entre el Dnipro y el Rótor y acabó el 20 de octubre de 1990. El título de Liga fue conseguido por el FC Dynamo Kiev.

## Clasificación
| No | Club                  | PJ | PG | PE | PP | GF-GC | Pts | Rep.               | Notas                   |
| -- | --------------------- | -- | -- | -- | -- | ----- | --- | ------------------ | ----------------------- |
| 1  | Dynamo Kiev           | 24 | 14 | 6  | 4  | 44-20 | 34  | RSS de Ucrania     | Copa de Europa          |
| 2  | CSKA Moskva           | 24 | 13 | 5  | 6  | 43-26 | 31  | RSFS de Rusia      | +Recopa                 |
| 3  | Dinamo Moskva         | 24 | 12 | 7  | 5  | 27-24 | 31  | RSFS de Rusia      | Copa de la UEFA         |
| 4  | Torpedo Moskva        | 24 | 13 | 4  | 7  | 28-24 | 30  | RSFS de Rusia      | Copa de la UEFA         |
| 5  | Spartak Moskva        | 24 | 12 | 5  | 7  | 39-26 | 29  | RSFS de Rusia      | Copa de la UEFA         |
| 6  | Dnipro Dnipropetrovsk | 24 | 11 | 6  | 7  | 39-26 | 28  | RSS de Ucrania     |                         |
| 7  | Ararat Erevan         | 24 | 8  | 7  | 9  | 25-23 | 23  | RSS de Armenia     |                         |
| 8  | Shakhtar Donetsk      | 24 | 6  | 10 | 8  | 23-31 | 22  | RSS de Ucrania     |                         |
| 9  | Chornomorets Odessa   | 24 | 8  | 3  | 13 | 23-29 | 19  | RSS de Ucrania     |                         |
| 10 | Pamir Dushambe        | 24 | 7  | 4  | 13 | 26-34 | 18  | RSS de Tayikistán  |                         |
| 11 | Metalist Járkov       | 24 | 5  | 8  | 11 | 13-28 | 18  | RSS de Ucrania     |                         |
| 12 | Dinamo Minsk          | 24 | 6  | 3  | 25 | 20-34 | 15  | RSS de Bielorrusia |                         |
| 13 | Rotor Volgograd       | 24 | 4  | 6  | 14 | 14-39 | 14  | RSFS de Rusia      | Descendido tras playoff |

- + - Recién ascendido
- Guria Lanchkhuti (recién ascendido) y Dinamo Tbilisi rechazaron participar. Žalgiris Vilnius se retiró del campeonato tras perder contra el Chernomorets 1:0 en Odessa. Los clubes mencionados entraron a formar parte de sus respectivas ligas nativas y actualmente independientes.
- La mayoría de clubes, los de los países Bálticos y Georgia, abandonaron la Federación Soviética de Fútbol y se unieron a las federaciones de sus respectivas Repúblicas.

### Promoción por evitar el descenso
(13º de Primera división y el 4º de Segunda)
- Lokomotiv Moscú - Rotor Volgograd  3:1  0:1

| 11 de noviembre de 1990 | Lokomotiv Moscú                         | 3 – 1      | Rotor Volgograd | LFK CSKA, Moscú,                                                               |                                                                                |
|                         | Samatov 12' · Rybakov 51' · Zhitkov 79' | [ Reporte] | Fyodorovsky 76' | Asistencia: 2,000 (4,600) espectadores Árbitro(s): Petro Kobychek (Chernivtsi) | Asistencia: 2,000 (4,600) espectadores Árbitro(s): Petro Kobychek (Chernivtsi) |

| 17 de noviembre de 1990 | Rotor Volgograd | 1 – 0      | Lokomotiv Moscú     | Estadio Central de los Sindicatos, Volgogrado,                 |                                                                |
|                         | Polstyanov 1'   | [ Reporte] | Gallagberov ?', 89' | Asistencia: 25,000 espectadores Árbitro(s): Vadim Zhuk (Minsk) | Asistencia: 25,000 espectadores Árbitro(s): Vadim Zhuk (Minsk) |

Lokomotiv Moscú ganó la promoción por un total de 3-2
Equipos ascendidos
- Spartak Vladikavkaz ()
- Pakhtakor Tashkent ()
- Metalurg Zaporozhye ()
- Lokomotiv Moscú ()

## Goleadores
12 goles
- Oleg Protasov (Dynamo Kiev)
- Valeri Shmarov (Spartak Moskva)

10 goles
- Eduard Son (Dnipro)

9 goles
- Mykola Kudrytsky (Dnipro)
- Aleksandr Mostovoi (Spartak Moskva)
- Mukhsin Mukhamadiev (Pamir)
- Sergei Yuran (Dynamo Kiev)
- Igor Korneev (CSKA Moskva)
- Valeri Masalitin (CSKA Moskva)
- Yuri Savichev (Torpedo Moskva)

## Plantillas
(partidos disputados y goles anotados entre paréntesis)
| 1. FC Dynamo Kyiv |
| Porteros: Viktor Chanov (21), Aleksandr Zhidkov (4). Defensas: Serhiy Shmatovalenko (22 / 1), Oleh Kuznetsov (20 / 2), Akhrik Tsveiba (20), Serhiy Zayets (17 / 1), Anatoliy Demyanenko (15), Oleh Luzhny (12), Andriy Annenkov (8), Volodymyr Bezsonov (7 / 1), Andriy Bal (4), Borys Derkach (3 / 2), Andriy Aleksanenkov (3), Yuriy Moroz (3). Centrocampistas: Hennadiy Lytovchenko (24 / 6), Vasiliy Rats (21 / 2), Ivan Yaremchuk (18 / 2), Serhiy Kovalets (11 / 2), Oleksiy Mykhaylychenko (8), Pavlo Yakovenko (6). Delanteros: Oleg Salenko (21 / 4), Oleh Protasov (16 / 12), Sergei Yuran (13 / 9). Entrenador: Valeriy Lobanovskyi (hasta septiembre), Anatoliy Puzach (desde septiembre). Bajas durante la temporada: Oleh Kuznetsov (al Rangers), Oleh Protasov (al Olympiacos CFP), Oleksiy Mykhaylychenko (al Sampdoria). |
| 2. PFC CSKA Moscú |
| Porteros: Mikhail Yeremin (15), Aleksandr Guteyev (6), Yuri Shishkin (4). Defensas: Dmitri Bystrov (23 / 1), Dmitri Galiamin (23), Sergei Fokin (21 / 1), Sergei Kolotovkin (20), Oleg Malyukov (16), Viktor Yanushevsky (12). Centrocampistas: Valeri Broshin (24 / 5), Dmitri Kuznetsov (22 / 5), Igor Korneev (21 / 8), Vladimir Tatarchuk (21 / 3), Mikhail Kolesnikov (18 / 2), Igor Kozlov (8), Sergei Krutov (2), Aleksandr Grishin (1). Delanteros: Oleg Sergeyev (24 / 6), Sergey Dmitriev (21 / 4), Valeri Masalitin (9 / 8). Entrenador: Pavel Sadyrin. Bajas durante la temporada: ninguna. |
| 3. FC Dynamo Moscú |
| Porteros: Aleksandr Uvarov (20), Andrei Smetanin (3), Dmitri Kharine (1). Defensas: Andrei Chernyshov (22 / 2), Igor Sklyarov (21 / 1), Viktor Losev (20), Andrei Mokh (18 / 2), Yevgeni Smertin (18), Yevgeni Dolgov (16), Vyacheslav Tsaryov (10), Serhiy Protsyuk (9), Andrei Zhirov (2), Ravil Sabitov (2). Centrocampistas: Aleksei Sereda (23), Andrey Kobelev (21 / 4), Sergei Derkach (19 / 4), Igor Dobrovolski (15 / 4), Roman Pylypchuk (15 / 2), Aleksandr Zakharov (4), Aleksandr Smirnov (3), Aleksei Yeryomenko (2), Sergei Neyman (1). Delanteros: Sergei Kiriakov (22 / 3), Igor Kolyvanov (19 / 5), Igor Simutenkov (1). Entrenador: Anatoli Byshovets (hasta julio), Semen Altman (interino, desde julio). Bajas durante la temporada: Aleksandr Smirnov, Ravil Sabitov (ambos al FC Dinamo Sukhumi).                   |